# گروپو اروپورتواریو دل پاسسیفیکو
گروپو اروپورتواریو دل پاسسیفیکو (به انگلیسی: Grupo Aeroportuario del Pacífico) شرکت خدمات هوانوردی مکزیکی است، که در سال ۱۹۹۸ تأسیس شد و در حال حاضر وظیفه مدیریت بر ۱۲ فرودگاه را در مکزیک برعهده دارد.
دفتر مرکزی این شرکت در شهر گوادالاخارا، خالیسکو، مکزیک قرار دارد و بخشی از سهام آن در بازارهای بورس نیویورک و بورس اوراق بهادار مکزیک معامله می‌شود.